# Виктриције Руански
Виктриције Руански (330-те - 417) - светитељ, епископ Руански (393-417), проповедник и писац. Црква га помиње 7. августа.

## Биографија
Виктриције је био син римског легионара и служио је у војсци. Пошто је примио хришћанство, напустио је војску. Био је бичеван и осуђен на смрт, али је успео да то избегне. 
Виктриције је преобратио племена у Фландрији, Ено и Брабанту у хришћанство. Постао је епископ Руана 386. или 393. године. Позван је у Британију 396. године да помогне у решавању спорова између локалних епископа. Оптужен је за јерес, али га је бранио папа Иноћентије, од кога је добио важне декрете  „Либер Регуларум“. 396. године послате су мошти светих Виталија и Агриколе Виктрицију, светом Павлину Нолском и другима. 
Написао је Похвалу светих (Де Лауде Санцторум).